# São Pedro (Óbidos)
São Pedro (llamada oficialmente Óbidos (São Pedro)) era una freguesia portuguesa del municipio de Óbidos, distrito de Leiría.

## Historia
Fue suprimida el 28 de enero de 2013, en aplicación de una resolución de la Asamblea de la República portuguesa promulgada el 16 de enero de 2013 al unirse con las freguesias de Santa Maria y Sobral da Lagoa, formando la nueva freguesia de Santa Maria, São Pedro e Sobral da Lagoa.